# Гагулечі
Гагулечі (груз. გაგულეჩი) — село в Грузії.
За даними перепису населення 2014 року в селі проживає 149 осіб.